# Атамань (Кубанщина)
Атама́нь — етнотуристичний комплекс української козачої станиці у натуральну величину просто неба на Таманському півострові (Краснодарський край). Відкритий в серпні 2009 року. Атамань відкрита для всіх охочих із весни до пізньої осені. Перед зимою проект частково згортається з метою збереження експонатів. З 2011 року вхід стає платним — дорослий квиток коштуватиме 150 рублів, дитячий — 80 рублів.
На західній околиці станиці Тамань, на березі Таманської затоки Чорного моря в серпні 2009 року відкрито етнотуристичний комплекс української козацької станиці, збудований в натуральну величину. Галерея світлин дає невелике уявлення про експонати музею, зібрані в станицях краю і показують побут і уклад життя українських козацьких родин у XVIII–XX столітті. Експонати натуральні. Для швидкого огляду визначних пам'яток потрібно не менше 2-3-х годин. Кожна хата спонсорується і закріплена за окремим муніципальним утворенням Краснодарського краю.
Комплекс складається з декількох вулиць козацької станиці, на яких кожне подвір'я являє окрему посаду, фах або промисел гончара, шевця, цирульника, хат простих козаків, отамана, старости тощо. Є школа, пожежна, млин. В окреме поселення виділений казковий будиночок на курячих ніжках з усіма атрибутами баби Яги.Над комплексом височіє каплиця. Є велика автостоянка і ярмаркова площа.
Традиційна історична технологія будівництва хат була гранично проста: каркас з жердин, а якщо була можливість — з колод. Каркас так само, як і тин, запліталися хмизом. Утворені прозорі стіни обмазувалися з двох боків глиною, ретельно вимішаною з дрібною соломою. Стелі по балках закладалися короткими колодами або дошками, або, в грішому разі, також як і стіни запліталися і обмазувалися глиною. Дах по жердинам накривався снопами рівно покладеного очерета, а там де очерету не було — снопами соломи, які заливалися рідкою глиною. В хаті викладалася піч. З грубо обструганих дощок робилися двері. Більш ретельно виготовлялися вікна в дві рами. Підлоги були з дощок лише в заможних родинах. Бідніші хати обходилися земляними набивними підлогами, які регулярно змащувалися коров'яком (коров'ячий послід). Щорічно хата білилася зсередини і зовні крейдою або вапном.
Влітку опалювати піч у хаті було не прийнято. У кожному дворі була літня кухня з плитою, яка опалювалася рослинним сміттям: дрібний хмиз, суха трава, кізяки, солома та ін. Для печі в хаті на зиму заготовлялися дрова, рідше вугілля.
Фактичні споруди в Атамані є імітацією історичних і виконані з використанням сучасних технологій і матеріалів, а криниці та льохи позначені лише надземною частиною, так як весь комплекс побудований на землі, що має важливе археологічне значення.
Інфраструктура Атамані показує не лише життя кубанського козацтва XIX–XX століття, а й життя всіх козацьких станиць півдня СРСР в післявоєнний період відновлення зруйнованого господарства. Спочатку землянка, потім хата-мазанка.
Цей побут пам'ятають нині, як щось втрачене. Цим і важливий створений комплекс, бо відродив пам'ять нещодавнього життя української Кубані.
Домашнє начиння ще є в наявності у станицях і селах, але за відсутності потреби в промисловому виробництві побачити старі праски і, прядки, гончарні верстати, гасові лампи, казанки, горщики, пічні важелі і рогачі, домашні млини, та інше можна тільки в музеях.